# جون كالندر (مؤرخ)
جون كالندر (بالإنجليزية: John Callender) هو مؤرخ أمريكي، ولد في 1706 في بوسطن في الولايات المتحدة، وتوفي في 1748.